# Principe de correspondance
 (février 2011).
Si vous disposez d'ouvrages ou d'articles de référence ou si vous connaissez des sites web de qualité traitant du thème abordé ici, merci de compléter l'article en donnant les références utiles à sa vérifiabilité et en les liant à la section « Notes et références ».
En physique, le principe de correspondance, proposé la première fois par Niels Bohr en 1923, établit que le comportement quantique d'un système peut se réduire à un comportement de physique classique, quand les nombres quantiques mis en jeu sont très grands, ou quand la quantité d'action représentée par la constante de Planck peut être négligée devant l'action mise en œuvre dans le système.

## Origine et nécessité
Les lois de la mécanique quantique sont extrêmement efficaces dans la description des objets microscopiques, comme les atomes ou les particules. D'un autre côté, l'expérience révèle que de nombreux systèmes macroscopiques - par exemple les ressorts ou les condensateurs - peuvent tout à fait être décrits par des théories classiques, ne faisant intervenir que la mécanique newtonienne et l'électromagnétisme non relativiste. Ainsi, puisqu'il n'y a pas de raison particulière pour que les lois de la physique, supposées universelles, dépendent de la taille d'un système, Bohr proposa ce principe, selon lequel : « La mécanique classique doit se retrouver, comme approximation de la mécanique quantique pour des objets plus gros ».
Cette formule est cependant ambiguë : quand doit-on considérer qu'un système n'est plus soumis aux lois classiques ? La physique quantique pose une limite de correspondance, ou limite classique. Bohr a fourni une mesure grossière de cette limite : « quand les nombres quantiques décrivant le système sont grands », ce qui signifie soit que le système est très énergétique, soit qu'il est constitué de beaucoup de nombres quantiques, soit les deux.
Le principe de correspondance est l'un des outils fondamentaux qui permettent de vérifier les théories quantiques qui ont une réalité. En effet, la formulation - très mathématique - de la physique quantique est très ouverte : on sait par exemple que les états d'un système physique occupent un espace de Hilbert, mais on ne sait rien de cet espace. Le principe de correspondance limite ainsi les choix, quand ils se présentent, à des solutions qui ne contredisent pas la mécanique classique à grande échelle.

### Expression mathématique du principe de correspondance
On peut passer de lois en physique classique aux lois traitant du même sujet en physique quantique en :
- Remplaçant les variables dynamiques V du système par des observables A agissant sur la fonction d'état du système : {\displaystyle E\leftrightarrow i\hbar {\frac {\partial }{\partial t}}}  et  {\displaystyle {\vec {p}}\leftrightarrow -i\hbar {\frac {\partial }{\partial {\vec {x}}}}=-i\hbar {\vec {\nabla }}}
- Remplaçant  {\displaystyle {\frac {d{V(t)}}{dt}}} par le commutateur des opérateurs associés {\displaystyle {\frac {1}{i\hbar }}[H;A(t)]}, A(t) étant l'observable  et H l'hamiltonien.

On peut démontrer que {\displaystyle {\frac {1}{i\hbar }}[H;A(t)]=\left\{H,A\right\}+O(\hbar ^{2})}, où {\displaystyle \left\{H,A\right\}} est le crochet de Poisson de l'hamiltonien et de la variable dynamique.
Or, {\displaystyle {\frac {d{V(t)}}{dt}}=\left\{H,V\right\}} en mécanique classique. On retrouve bien l'expression classique si {\displaystyle O(\hbar ^{2})} est négligeable, ce qui est le cas dans le domaine d'application du principe de correspondance.
Ce qui aboutit au théorème d'Ehrenfest : les mesures faites en physique classique sont égales aux moyennes des observables associés aux variables utilisées.
Cependant, il faut remarquer qu'en mécanique quantique il y a des propriétés sans correspondance classique, par exemple le spin.

### Exemples

#### Oscillateur harmonique quantique
Il est montré ici en quoi, dans cet exemple, des nombres quantiques importants permettent de retrouver la mécanique classique.
On considère un oscillateur harmonique quantique à 1 dimension. D'après la mécanique quantique, son énergie totale (cinétique et potentielle), notée E, est l'une des valeurs discrètes :
{\displaystyle E=(n+1/2)\hbar \omega ,\ n=0,1,2,3,\dots }
où {\displaystyle \omega \,} est la fréquence angulaire de l'oscillateur. Cependant, dans un oscillateur harmonique classique - par exemple une bille de plomb attachée à un ressort - il y a un mouvement continu. D'ailleurs, l'énergie d'un tel système semble continue.
C'est ici qu'intervient le principe de correspondance, qui permet de passer à un cas « macroscopique ». En notant {\displaystyle A\,} l'amplitude de l'oscillateur classique :
{\displaystyle E={\frac {m\omega ^{2}A^{2}}{2}}}
À la limite de correspondance, les deux approches sont équivalentes : la mécanique quantique donne :
{\displaystyle n={\frac {E}{\hbar \cdot \omega }}-{\frac {1}{2}}={\frac {m\omega A^{2}}{2\hbar }}-{\frac {1}{2}}}
Prenons des valeurs à notre échelle : m = 1 kg, {\displaystyle \omega \,} = 1 rad/s et A = 1 m. On trouve n ≈ 4,74 × 1033. C'est un système effectivement très grand, le système est bien dans la limite de correspondance.
On comprend alors pourquoi on a l'impression d'un mouvement continu : avec {\displaystyle \omega \,} = 1 rad/s, la différence entre deux niveaux d'énergie successifs est {\displaystyle \hbar \omega \approx 1{,}05\times 10^{-34}}J, bien en deçà de ce qu'il est possible de facilement détecter.

#### Équation de Schrödinger
L'équation de l'énergie d'un corps en physique classique est : {\displaystyle \ E={\frac {1}{2m}}.({\vec {p}}~)^{2}+V({\vec {r}},t)}
La correspondance entre les valeurs classiques et les opérateurs est : {\displaystyle E\longleftrightarrow i\hbar {\frac {\partial }{\partial t}}}  et  {\displaystyle {\vec {p}}\longleftrightarrow -i\hbar {\frac {\partial }{\partial {\vec {x}}}}=-i\hbar {\vec {\nabla }}}
En remplaçant dans l'énergie classique, on obtient :
{\displaystyle \ i\,\hbar \ {\frac {\partial }{\partial t}}\ =-{\frac {\hbar ^{2}}{2m}}\,\nabla ^{2}\ +\ V({\vec {r}},t)\,\ }
Cette égalité est une égalité d'opérateurs agissants sur l'ensemble des fonctions. En l'appliquant à une fonction {\displaystyle \psi ({\vec {r}},t)}, on obtient :
{\displaystyle \ i\,\hbar \ {\frac {\partial \psi ({\vec {r}},t)}{\partial t}}\ =-{\frac {\hbar ^{2}}{2m}}\,\nabla ^{2}\psi ({\vec {r}},t)\ +\ V({\vec {r}},t)\psi ({\vec {r}},t)\,\ }
Ce qui n'est rien d'autre que l'équation de Schrödinger.
Cette manière de l'obtenir n'a qu'une vertu d'illustration de l'utilisation du principe et n'est nullement une démonstration de l'équation.
Il est à remarquer que cette technique appliquée à l'équation de l'énergie en relativité restreinte permet de retrouver l'équation de Klein-Gordon.

## Autres acceptions
Dès 1915, Einstein utilisait un principe de substitution pour passer des équations de la relativité restreinte à celle de la relativité générale, et pour s'aider à déterminer les équations du champ de gravitation.
Par ailleurs, le terme de « principe de correspondance » est également repris dans un sens plus philosophique, selon lequel une nouvelle théorie scientifique englobant une théorie précédente doit pouvoir expliquer tout ce que cette dernière expliquait.

### Enrelativité générale
Einstein comprit qu'en relativité restreinte la dérivation suivant un axe de coordonnée est remplacée, en relativité générale, par la dérivation covariante qui consiste à dériver suivant le substitut à la notion de droite dans un espace courbe : le chemin suivi par le mouvement inertiel, ce que l'on appelle une géodésique.
C'est une application du principe d'équivalence et du principe de relativité : les équations de la relativité restreinte sont vues comme des équations de tenseurs dans un référentiel inertiel (en mouvement suivant une géodésique, ou encore en chute libre dans le champ de gravitation), et pour retrouver les équations dans les autres référentiels, il suffit de remplacer chaque tenseur utilisé par son expression générale en relativité générale, et chaque dérivée suivant une droite du référentiel d'inertie, donc cette droite est une géodésique, par l'expression de la dérivation suivant cette géodésique.
Pour retrouver formellement les équations de la relativité générale à partir des équations de la relativité restreinte, il faut :
- S'assurer que l'équation de la relativité restreinte est bien une égalité de tenseurs. Par exemple la quadri-vitesse est un tenseur, mais les quadri-coordonnées n'en forment pas un.
- Y remplacer la métrique {\displaystyle \ \eta ^{ij}} par la métrique {\displaystyle \ g^{ij}}.
- Y remplacer les différentielles {\displaystyle \partial _{i}} par les différentielles covariantes {\displaystyle \ D_{i}}  ou  {\displaystyle \nabla _{i}}, suivant la notation choisie.
- Y remplacer, dans les intégrales, le volume élémentaire {\displaystyle \ d^{4}x} par  {\displaystyle {\sqrt {|g|}}.d^{4}x}.

On obtient alors l'équation de la relativité générale qui concerne le même sujet que celui traité en relativité restreinte.
Bien sûr, on ne peut obtenir ainsi les équations du champ de gravitation qui ne peuvent être traitées en relativité restreinte. Toutefois, ce fut un guide précieux :
En relativité restreinte, le tenseur d'énergie {\displaystyle \ T^{ij}} vérifie {\displaystyle \partial _{i}T^{ij}=0}, ce qui donne, en relativité générale, {\displaystyle \nabla _{i}T^{ij}=0}. Fort de l'idée que la gravitation est une déformation de la géométrie de l'espace due à l'énergie du corps présent, Einstein chercha donc un tenseur géométrique {\displaystyle \ G^{ij}} vérifiant la même égalité, pour pouvoir écrire {\displaystyle \ \chi .T^{ij}=G^{ij}}, où {\displaystyle \ \chi } est une constante homogénéisant les dimensions. Son ami Marcel Grossmann lui indiqua, vers 1912, que l'on pouvait prendre {\displaystyle \ G^{ij}=R^{ij}-{\frac {1}{2}}g^{ij}R}, ce qui laissa Einstein incrédule. En 1915, finalement, Einstein admit que c'était là le tenseur géométrique cherché, et par la suite, Élie Cartan démontra que c'était le seul vérifiant l'équation  {\displaystyle \nabla _{i}G^{ij}=0}, à une constante additive près (qui donnera la constante cosmologique), et ne contenant que les dérivées premières et secondes des coefficients {\displaystyle \ g_{ij}} de la métrique de l'espace (condition signifiant que position, vitesse et accélération suffisent pour décrire l'évolution de tout système physique, ce qui est une hypothèse héritée de Newton).
Mais l'histoire précise de la découverte de la relativité générale est riche de détails scientifiques et humains, et est sujet à controverses.

### Exemples de théories comme approximations de plus générales

#### Relativité restreinte
La relativité restreinte retrouve les résultats de la physique classique (hors gravitation) à la condition que les vitesses envisagées soient petites devant celle de la lumière.
Exemple de l'énergie
On montre ici comment l'expression relativiste de l'énergie cinétique, dans le cadre de la relativité restreinte, est approximativement égale à l'énergie cinétique classique quand la vitesse est très inférieure à celle de la lumière.
Pour l'énergie quand le corps est au repos par rapport à l'observateur {\displaystyle E_{0}=mc^{2}\ }
Pour l'énergie quand le corps se déplace à la vitesse v par rapport à l'observateur {\displaystyle E={\frac {mc^{2}}{\sqrt {1-v^{2}/c^{2}}}}\ }
Quand la vitesse par rapport à l'observateur est non nulle, l'énergie dépasse l'énergie au repos d'une quantité définie comme étant l'énergie cinétique :
{\displaystyle T=E-E_{0}={\frac {mc^{2}}{\sqrt {1-v^{2}/c^{2}}}}\ -\ mc^{2}\ }
{\displaystyle T\approx mc^{2}\left((1-(-{\begin{matrix}{\frac {1}{2}}\end{matrix}})v^{2}/c^{2})-1\right)={\begin{matrix}{\frac {1}{2}}\end{matrix}}mv^{2}\ }
On retrouve bien l'expression classique de l'énergie cinétique.

#### Théories de la gravitation
Isaac Newton retrouva la loi de la gravité de Galilée comme résultat approximatif, et seulement valable au niveau du sol terrestre, de sa gravitation universelle.
Albert Einstein retrouva la loi de la gravitation newtonienne comme approximation de la relativité générale dans le cas des champs faibles et des vitesses petites devant celle de la lumière. Et ce fut l'occasion de préciser une constante de la relativité générale.
Les théories de la gravitation post-einsteiniennes, jusqu'ici non confrontées à l'expérience, se veulent des généralisations de la relativité générale, en englobant aussi la physique quantique et parfois d'autres contraintes, permettant de retrouver chacune de ces deux théories comme des approximations dans leur domaine de validité respectif.

#### Physique quantique
Le théorème d'Ehrenfest précise que la physique quantique permet de retrouver les résultats de la physique classique comme étant les moyennes d'observables.
L'équation de Klein-Gordon permet de retrouver les résultats de l'équation de Schrödinger de manière similaire à la relativité restreinte qui retrouve les résultats de la physique classique.

### Source
- Weidner, Richard T., and Sells, Robert L. (1980)  Elementary Modern Physics.  (ISBN 0-205-06559-7)